# Gare de Montsoult - Maffliers
La gare de Montsoult - Maffliers est une gare ferroviaire française de la ligne Paris - Beauvais - Le Tréport-Mers, située sur le territoire de la commune de Montsoult (département du Val-d'Oise), la partie Sud des voies étant sur le territoire de la commune de Baillet-en-France. Elle dessert également la commune de Maffliers, au Nord de Montsoult. Elle est la tête de ligne de l'embranchement de Luzarches. Elle se situe à 24,4 km de la gare de Paris-Nord.
C'est une gare SNCF desservie par les trains de la ligne H du Transilien.

## Situation ferroviaire

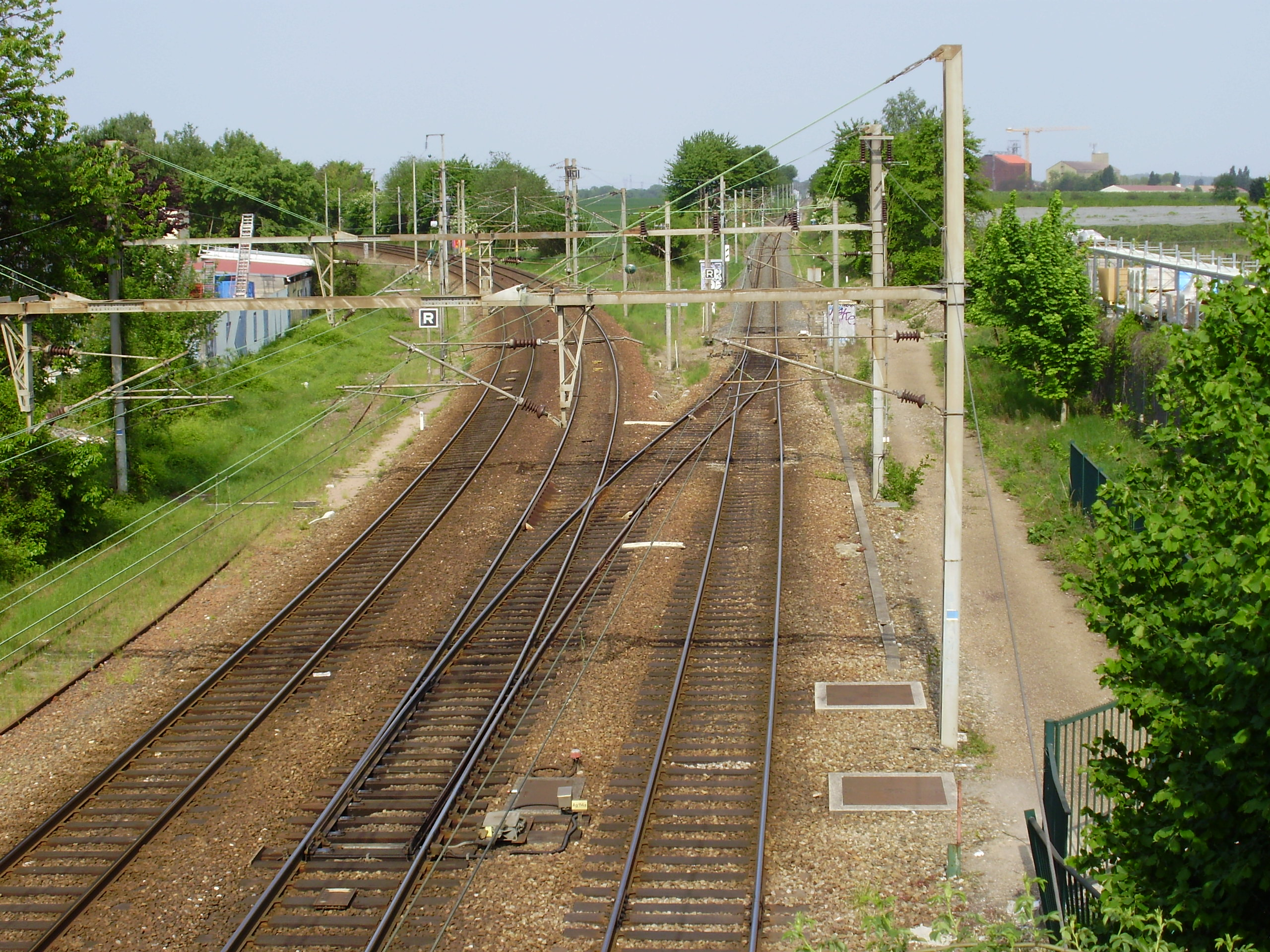
Bifurcation entre les voies vers Persan - Beaumont, à gauche, et la voie unique vers Luzarches, à droite, depuis le pont routier de la D 301 au Nord-Est de la gare.

La gare de Montsoult - Maffliers est située au Sud-Est de l'agglomération.
Établie en plaine de France à 113 m d'altitude, elle se situe au point kilométrique 24,386 de la ligne Épinay-Villetaneuse - Le Tréport-Mers.
Elle est à l'origine de la ligne de Montsoult-Maffliers à Luzarches, courte antenne à voie unique de onze kilomètres.

## Histoire
La section Épinay - Villetaneuse - Persan - Beaumont via Montsoult de la ligne Épinay-Villetaneuse - Le Tréport-Mers est ouverte par la Compagnie des chemins de fer du Nord en 1877. L'embranchement Montsoult - Luzarches est réalisé à la suite et inauguré en 1880.
En 2019 et durant les quatre années précédentes, la fréquentation annuelle de la gare s'élève, selon les estimations de la SNCF, aux nombres indiqués dans le tableau ci-dessous.
| Année     | 2019      | 2018      | 2017      | 2016      | 2015      |
| --------- | --------- | --------- | --------- | --------- | --------- |
| Voyageurs | 1 492 565 | 1 571 578 | 1 604 400 | 1 579 430 | 1 547 828 |

## La gare

### Accueil et services
Un guichet est ouvert du lundi au samedi de 6 h à 0 h 20 et les dimanches et fêtes de 6 h 25 à 13 h 30. Il est adapté pour les personnes handicapées et dispose de boucles magnétiques pour personnes malentendantes.
La gare possède un parc de stationnement pour les vélos et un parking, gratuit et payant, de plus de 500 places.

### Desserte
La gare est desservie par les trains de la ligne H du Transilien (réseau Paris-Nord).

## Correspondances
La gare est desservie par les lignes 1304, 1309 et 95.18 du réseau de bus Haut Val-d'Oise et, la nuit, par la ligne N147 du réseau de bus Noctilien.

## Patrimoine ferroviaire

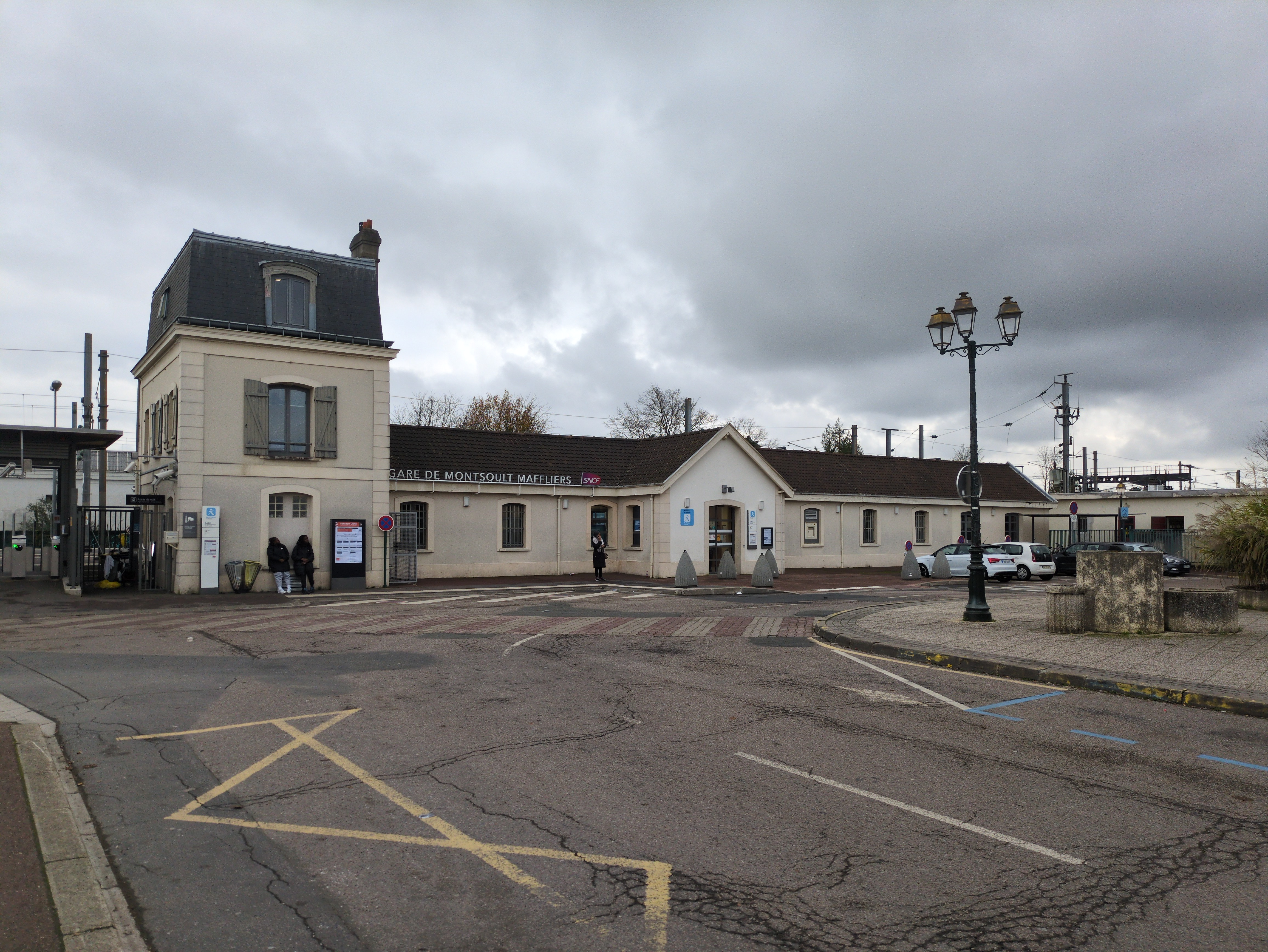
Bâtiment voyageurs.

Le bâtiment voyageurs (BV) appartient à un type particulier érigé par la Compagnie du Nord sur la section d'Épinay à Montsoult - Maffliers et sur la ligne d'Ermont - Eaubonne à Valmondois. Ces bâtiments, dotés d'une aile basse en « T » et d'une aile haute large de trois travées, disposée à gauche ou à droite, étaient très proches à l'origine, avant d'être agrandis.
Celui de la gare de Montsoult - Maffliers comportait initialement une partie haute, à gauche, avec un toit en bâtière transversale. L'aile basse semble toujours avoir compté sept travées, les trois dernières portant la marquise de quai. Côté rue, un espace plus important existait entre la partie haute et le pignon formant la barre transversale du « T » (contrairement aux autres gares de ce type, l'entrée des voyageurs ne se trouvait pas sous ce fronton). Par la suite, le BV voit son aile haute surhaussée d'une mansarde quasi-verticale, l'entrée est déplacée au centre de la barre du « T » tandis que l'aile basse est allongée de neuf travées. Les autres BV de ce type ont vu leur aile basse élargie, remplissant les espaces de part et d'autre du grand pignon.

## Galerie de photographies

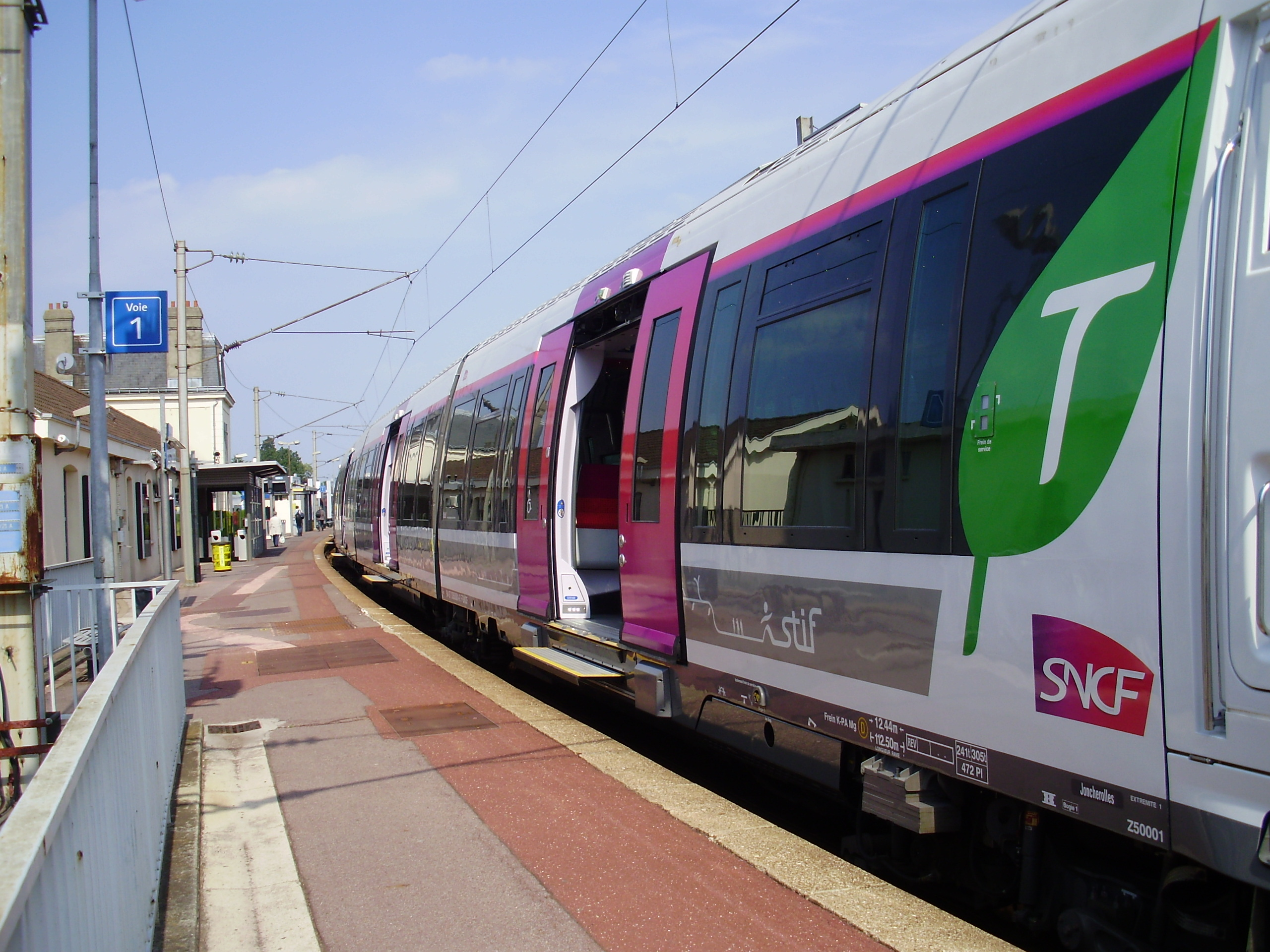
Rame Z 50001 à quai, sur la voie 1, le long du bâtiment voyageurs.
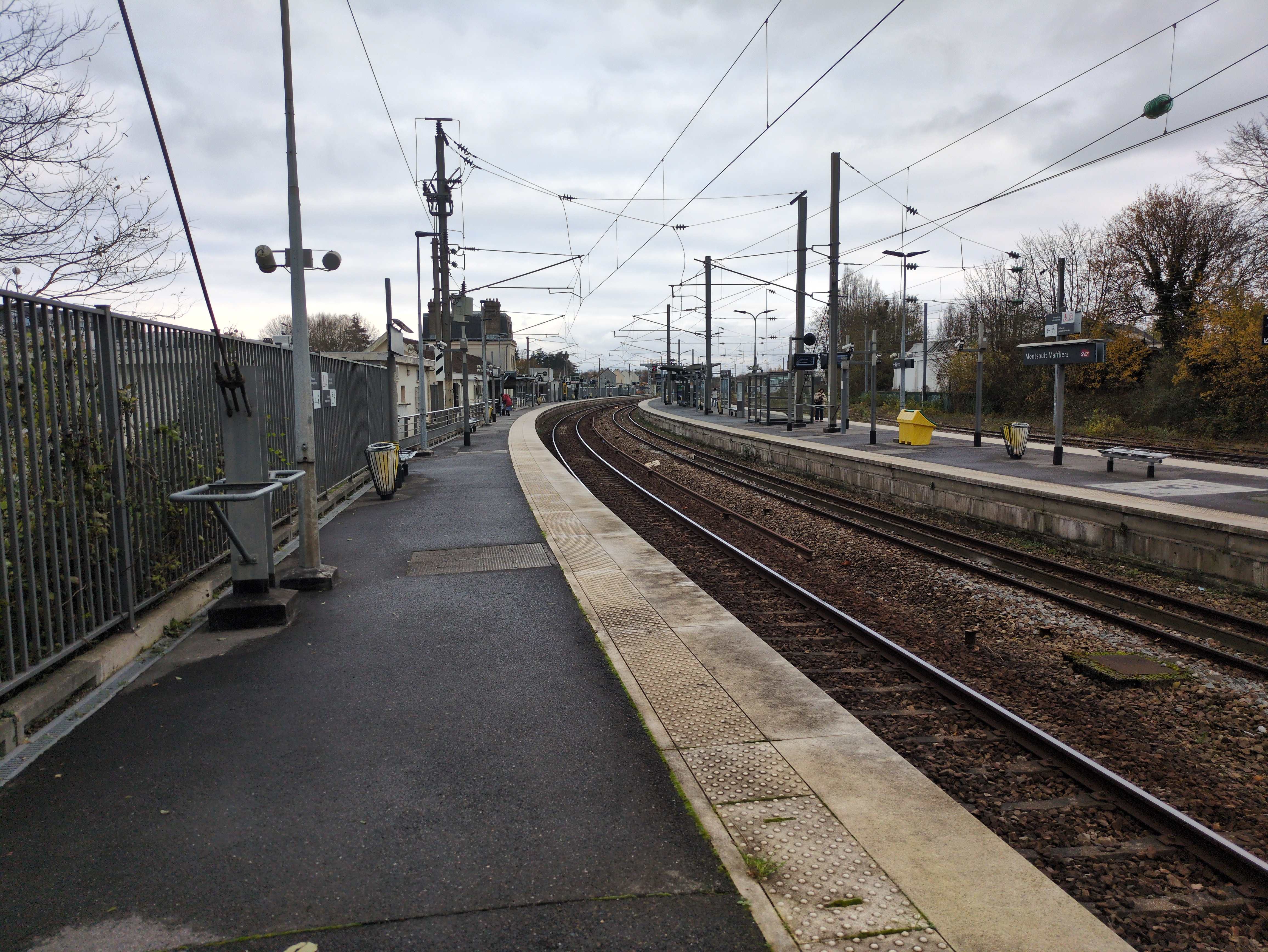
Vue vers Persan - Beaumont / Luzarches depuis l'extrémité Sud-Ouest du quai de la voie 1.
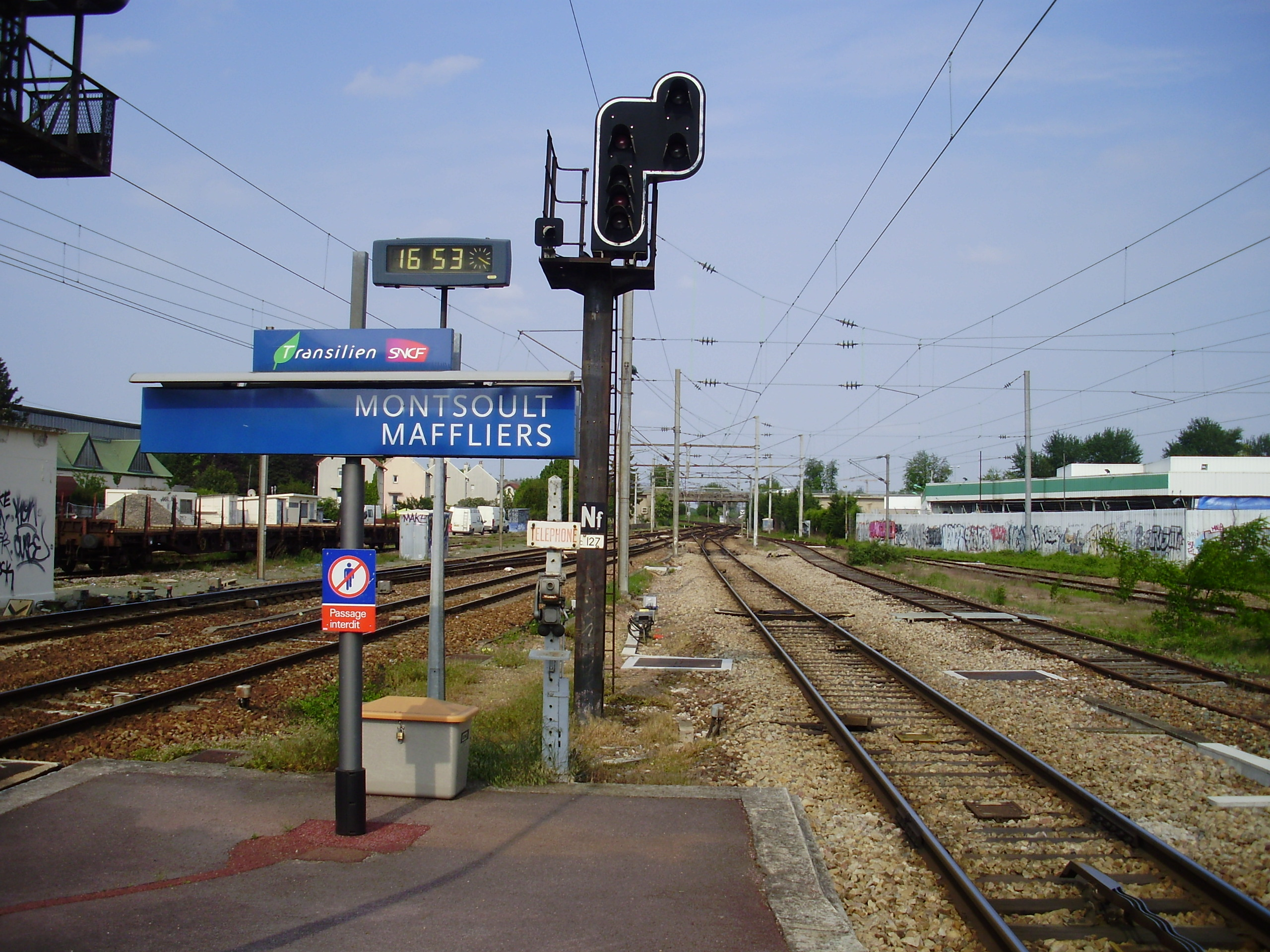
Vue vers Persan - Beaumont / Luzarches depuis l'extrémité Nord-Est du quai des voies 2 et 4.
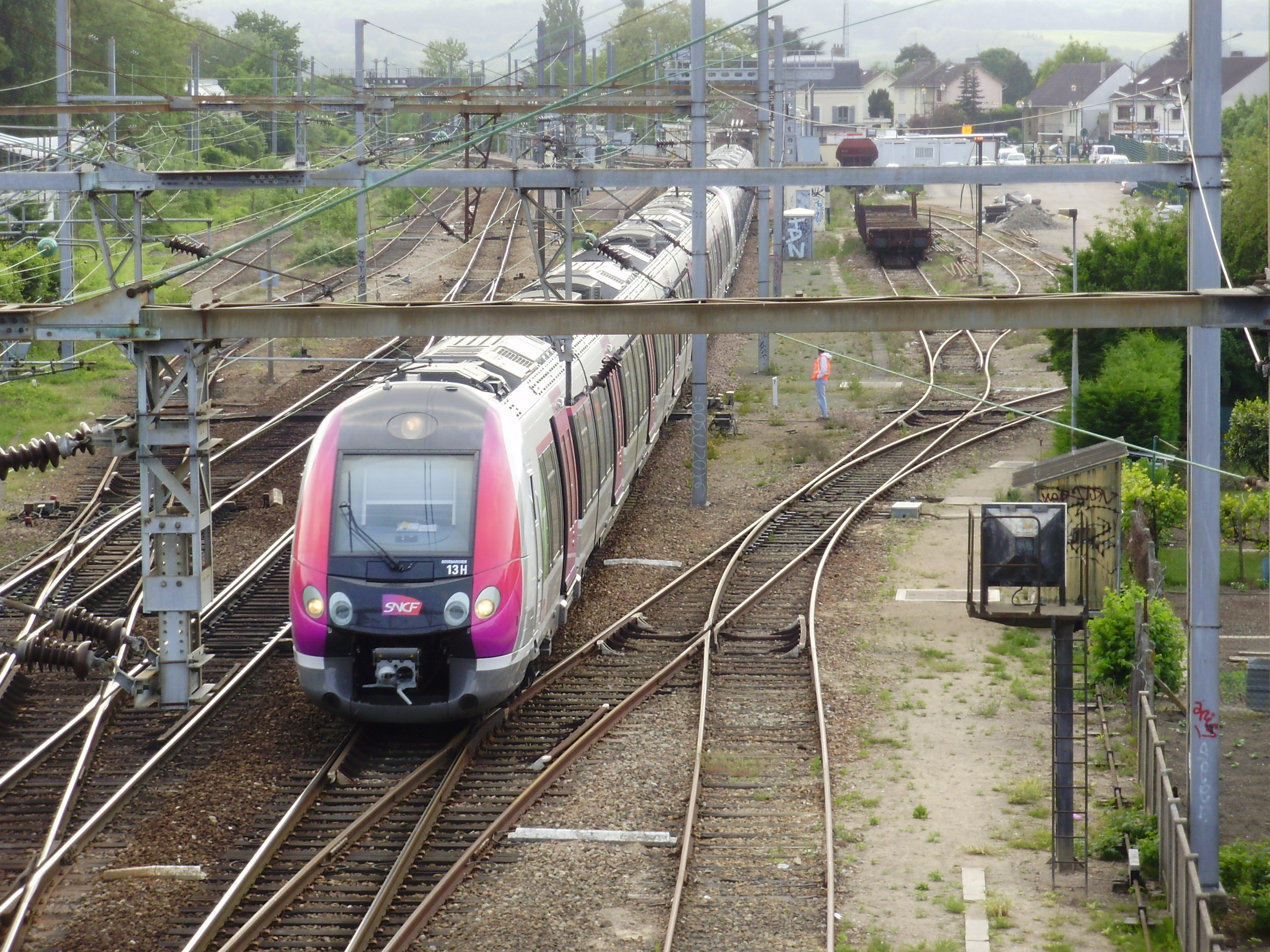
Rame de type Z 50000 venant de Paris-Nord, quittant la gare au Nord pour s'engager sur la bifurcation.

## À proximité
- Statue de Notre-Dame de France (Baillet-en-France)